# Clásica de Almería 2013
La Clásica de Almería 2013, ventottesima edizione della corsa e valida come prova del circuito UCI Europe Tour 2013 categoria 1.HC, fu disputata il 24 febbraio 2013 su un percorso totale di 182,3 km. Fu vinta dall'australiano Mark Renshaw al traguardo con il tempo di 4h30'14", alla media di 40,47 km/h.
Al traguardo 109 ciclisti portarono a termine la gara.

## Squadre partecipanti
| N.    | Cod. | Squadra                   |
| ----- | ---- | ------------------------- |
| 1-8   | BLA  | Blanco Pro Cycling Team   |
| 11-18 | EUS  | Euskaltel-Euskadi         |
| 21-28 | MOV  | Movistar Team             |
| 31-38 | CJR  | Caja Rural                |
| 41-48 | BUR  | Burgos BH-Castilla y León |
| 51-58 | EUK  | Euskadi                   |
| 61-68 | LTB  | Lotto-Belisol Team        |

| N.      | Cod. | Squadra                    |
| ------- | ---- | -------------------------- |
| 71-78   | VCD  | Vacansoleil-DCM            |
| 81-88   | ARG  | Team Argos-Shimano         |
| 91-98   | AST  | Astana Pro Team            |
| 101-108 | COF  | Cofidis, Solutions Credits |
| 111-118 | SOJ  | Sojasun                    |
| 121-128 | CCC  | CCC Polsat Polkowice       |
| 131-138 | TNE  | Team NetApp-Endura         |

## Ordine d'arrivo (Top 10)
| Pos. | Corridore             | Squadra       | Tempo    |
| ---- | --------------------- | ------------- | -------- |
| 1    | Mark Renshaw          | Blanco        | 4h30'14" |
| 2    | R. Janse van Rensburg | Argos-Shimano | s.t.     |
| 3    | Francesco Lasca       | Caja Rural    | s.t.     |
| 4    | Juan José Lobato      | Euskaltel     | s.t.     |
| 5    | Stéphane Poulhiès     | Cofidis       | s.t.     |
| 6    | Francisco Ventoso     | Movistar Team | s.t.     |
| 7    | Bartłomiej Matysiak   | CCC Polsat    | s.t.     |
| 8    | Dennis Vanendert      | Lotto-Belisol | s.t.     |
| 9    | Fabien Schmidt        | Sojasun       | s.t.     |
| 10   | Pim Ligthart          | Vacansoleil   | s.t.     |